# Derris philippinensis
Derris philippinensis är en ärtväxtart som beskrevs av Elmer Drew Merrill. Derris philippinensis ingår i släktet Derris och familjen ärtväxter. Inga underarter finns listade i Catalogue of Life.